# 三尖齒岩非鯽
三尖齒岩非鯽，為輻鰭魚綱鱸形目隆頭魚亞目慈鯛科的其中一種，分布於非洲馬拉威湖流域，為特有種，體長可達17公分，棲息在岩石底質水域，以刮食岩石的藻類為食，生活習性不明，可作為觀賞魚。

## 外部連結
維基物種上的相關：三尖齒岩非鯽
- Kasembe, J. 2005.  Petrotilapia tridentiger.   2006 IUCN Red List of Threatened Species. （页面存档备份，存于）  Downloaded on 4 August 2007.